# Llano de las Flores, Guerrero
Llano de las Flores är en ort i Mexiko.   Den ligger i kommunen Metlatónoc och delstaten Guerrero, i den sydöstra delen av landet, 270 km söder om huvudstaden Mexico City. Llano de las Flores ligger 860 meter över havet och antalet invånare är 155.
Terrängen runt Llano de las Flores är huvudsakligen kuperad. Llano de las Flores ligger nere i en dal. Runt Llano de las Flores är det ganska glesbefolkat, med 43 invånare per kvadratkilometer. Närmaste större samhälle är Chimalapa, 15,7 km söder om Llano de las Flores. I omgivningarna runt Llano de las Flores växer huvudsakligen savannskog.